# Vorobiov
Vorobiov (del ruso: Воробьёв) es un jútor del raión de Abinsk del krai de Krasnodar en el sur de Rusia. Está situado en el inicio por el sur de las llanuras de Kubán-Priazov 25 km al nordeste de Abinsk y 46 km al suroeste de Krasnodar, la capital del krai. Tenía 45 habitantes en 2010
Pertenece al municipio Jolmskoye.